# Radiotelegrafia

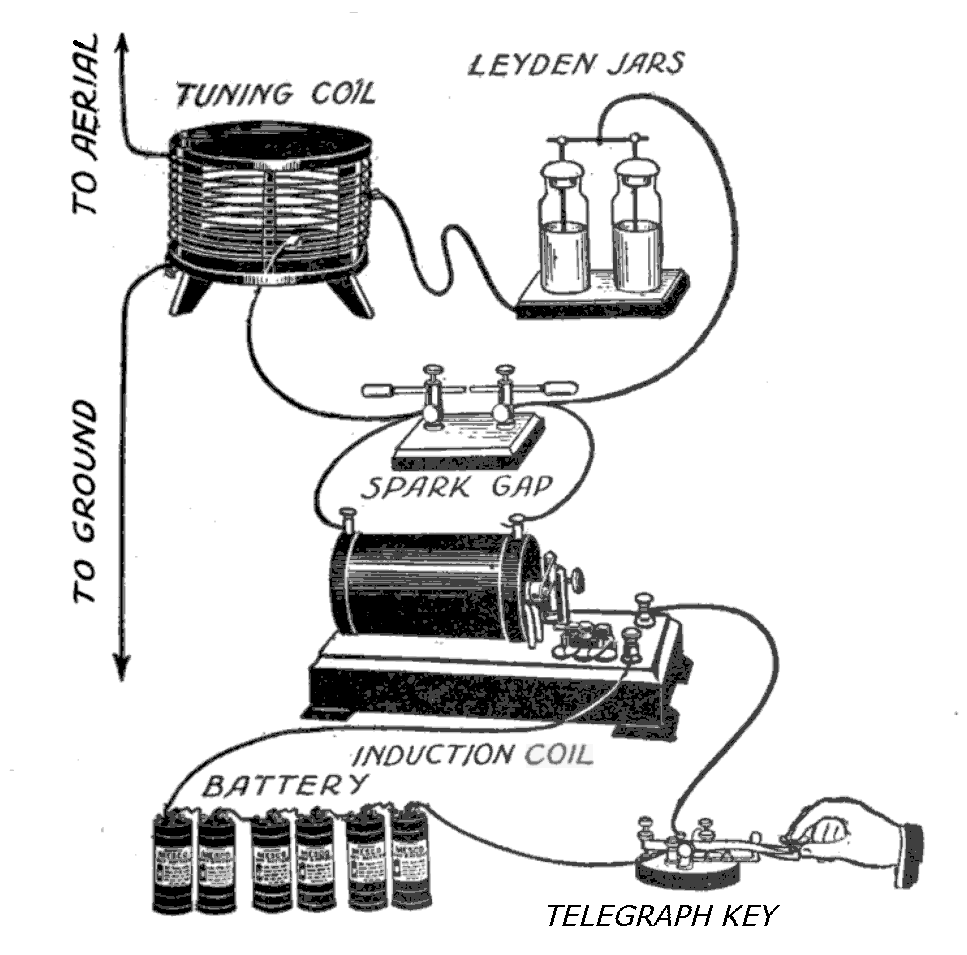
Equip de radiotelegrafia de 1917 1917

La Radiotelegrafia  o telegrafia sense fils, consisteix en l'enviament de Missatges Morse a través d'ones de Ràdio. Aquests missatges, normalment constitueixen un telegrama acústic en codi Morse. El 1844 Samuel Morse havia fet la primera tranmissió pública del telègraf elèctric i el codi que porta el seu nom. Guglielmo Marconi va aplicar el codi Morse als experiments de Hertz amb les ones de ràdio. Així es va convertir en l'inventor de la radiotelegrafia.

## Història
La transmissió d'ones de ràdio es va iniciar amb les primeres proves realitzades el 1881 per Heinrich Hertz amb ones amortides generades per una bobina de Ruhmkorff inventada per Heinrich Daniel Ruhmkorff cap al 1850, basades en uns estudis teòrics de James Clerk Maxwell sobre l'electromagnetisme, que van ser portats a la pràctica per Guglielmo Marconi a Itàlia el 1896. Va fer ús d'un tipus primitiu de transmissor que funcionava amb un generador de guspira, amb un cohesor com a receptor i una antena de fil llarg fets per ell. Inicialment, va arribar a una distància d'uns pocs metres. Després de diversos experiments, va aconseguir cobrir una distància de més de 2 quilòmetres.
La Radiotelegrafia  va néixer doncs la conjunció de l'invent de Samuel Morse, el Codi Morse (1844), dissenyat per comunicar dos telègrafs per cable, amb un emissor d'ones de ràdio que Guglielmo Marconi va construir basant-se en un article publicat per Hertz el 1881. Marconi va utilitzar el codi Morse connectant i desconnectant amb rapidesa el seu transmissor de guspira, rebent el senyal amb un cohesor i així va establir el telegrafia sense fils.
El govern italià no va mostrar interès en el seu treball, però ell tenia un cosí a Gran Bretanya que tenia connexions amb William Henry Preece, enginyer en cap de l'Oficina de Correus britànica   (britànic PTT). Marconi es va traslladar a Anglaterra el 1896 i amb el suport de Preece, Marconi va obtenir el seva primera patent aquest mateix any (2 de juny de 1896), la primera patent del món per a la telegrafia sense fils.
A Anglaterra, va continuar els seus experiments i el 1898 va aconseguir una distància de 30 km fins al Needles Hotel a l'illa de Wight des del port de Poole. Finalment el 2 de desembre de 1901, va fer la primera connexió transatlàntica sense fils, des de Cornualla a Anglaterra fins a Terranova al Canadà.